# Taxi – Teheran
Taxi − Teheran (perski: کسی, 2015) – irański film paradokumentalny w reżyserii i według scenariusza Dżafara Panahiego, który również wystąpił w roli głównej. Film Panahiego stanowił próbę obejścia irańskiej cenzury, przez którą reżyser został skazany na 20 lat zakazu wykonywania zawodu. Ponieważ Panahi miał prawo wykonywać inny zawód (taksówkarza), kręcił Taxi – Teheran w swojej taksówce. Realizowany przezeń materiał obejmuje zarówno rozmowy z klientami-naturszczykami, jak i z wynajętymi aktorami, a treść filmu wielokrotnie zahacza o motywy polityczne.
Światowa premiera filmu mała miejsce 6 lutego 2015 roku podczas 65. Międzynarodowego Festiwalu Filmowego w Berlinie, w ramach którego obraz brał udział w Konkursie Głównym. Na tym festiwalu film otrzymał nagrodę główną – Złotego Niedźwiedzia. Polska premiera filmu nastąpiła 5 maja 2015 roku, w ramach 8. Międzynarodowego Festiwalu Kina Niezależnego Off Plus Kamera w Krakowie. Do ogólnopolskiej dystrybucji kinowej film trafił w dniu 22 maja tego samego roku.

## Nagrody i nominacje
65. Międzynarodowy Festiwal Filmowy w Berlinie
- nagroda: Złoty Niedźwiedź − Dżafar Panahi
- nagroda: Nagroda FIPRESCI − Dżafar Panahi

41. ceremonia wręczenia Cezarów
- nominacja: najlepszy film zagraniczny (Iran) − Dżafar Panahi